# Аделаїда Юнайтед
«Аделаї́да Юна́йтед» (англ. «Adelaide United FC») — австралійський футбольний клуб з міста Аделаїда, штат Південна Австралія. Виступає в А-лізі, де є єдиною командою, що представляє штат Південна Австралія. Один з найуспішніших клубів А-ліги.

## Досягнення

### Домашні
- Австралійська Прем'єр-ліга:
  - Чемпіон (1) 2005-06
  - 2-е місце (2): 2006-07, 2008-09

- Австралійський Чемпіоншип:
  - 2-е місце (2): 2006-07, 2008-09

- Кубок Австралії: 
  - Володар (3): 2014, 2018, 2019
  - Фіналіст (1): 2017

### Міжнародні
- Ліга чемпіонів АФК:
  - 2-е місце (1): 2008

- Клубний чемпіонат світу:
  - 5-е місце (1): 2008